# Bulakparen
Bulakparen är en administrativ by i Indonesien.   Den ligger i provinsen Jawa Tengah, i den västra delen av landet, 240 km öster om huvudstaden Jakarta.
Tropiskt monsunklimat råder i trakten. Årsmedeltemperaturen är 26 °C. Den varmaste månaden är oktober, då medeltemperaturen är 30 °C, och den kallaste är mars, med 24 °C. Genomsnittlig årsnederbörd är 2 626 millimeter. Den regnigaste månaden är december, med i genomsnitt 464 mm nederbörd, och den torraste är september, med 6 mm nederbörd.